# Platalea flavipes
La espátula de pico amarillo (Platalea flavipes) es una especie de ave pelecaniforme de la familia Threskiornithidae endémica de Australia Occidental. Su aspecto y biología son similares a las del resto de espátulas del género Platalea. No se conocen subespecies.